# Pražské jaro (soutěž)
Mezinárodní hudební soutěž Pražské jaro se pořádá každoročně od roku 1946 v Praze. Od roku 1957 je soutěž jedním ze zakládajících členů Světové federace hudebních soutěží (WFIMC) v Ženevě.

## Obecné informace
Soutěž je určena pro mladou generaci hudebníků do 30 let. Jejím cílem je vedle podpory začínajících hudebníků také propagace české hudby. Od roku 1994 je také uváděna vždy nová skladba českých skladatelů. Takto byly uvedeny skladby českých sklatatelů, jako např. Petr Eben, Zdeněk Košler, Ivan Kurz, Viktor Kalabis, Milan Slavický, Karel Husa, Ilja Hurník, Luboš Fišer, Jan Klusák, Ivana Loudová, Sylvie Bodorová, Otomar Kvěch, Ondřej Kukal, či Adam Skoumal.
Soutěží se v kategoriích dechových nástrojů (dřevěné) flétna, hoboj, klarinet, fagot, (žesťové) lesní roh, trubka, (klávesové) klavír, cembalo, varhany, (strunné/smyčcové) housle, violoncelloZpravidla dva hudební obory v jednom roce se střídají v určitých cyklech, o kterých rozhoduje soutěžní komise.

### Místo konání
Jednotlivé části soutěže probíhají v různých koncertních sálech, například Sál Bohuslava Martinů budovy HAMU (Lichtenštejnský palác), Národní dům na Vinohradech, finále soutěže probíhá ve Dvořákově síni Rudolfina.

### Průběh soutěže
Porota nejprve z anonymních nahrávek vybere uchazeče, kteří jsou následně pozváni do soutěže. První a druhé kolo je vylučovací, třetí kolo je finále (všechna kola jsou přístupná publiku). Soutěž probíhá začátkem května, aby její finálová kola byla součástí festivalu Pražské jaro, který se zahajuje koncertem 12. května. Finále soutěže je již zařazeno do festivalového programu a obvykle se koná ve Dvořákově síni Rudolfina nebo Smetanově síni Obecního domu. Soutěž je tak atraktivnější pro posluchače i pro interprety, kteří mají možnost vystupovat před festivalovým publikem. Porota soutěže bývá složena ze sedmi osobností daného oboru, přičemž dva členové jsou vždy z ČR a zbývající ze zahraničí.

## Porota
Porota je složena z hudebníků. Mezi nejvýznamnější umělce, kteří zasedli v porotě soutěže Pražské jaro patří například:
- Václav Holzknecht
- Rafael Kubelík
- Josef Suk mladší
- Rudolf Firkušný
- Zuzana Růžičková
- David Oistrach
- Mstislav Rostropovič
- Paul Tortelier
- Lev Oborin
- Eugen List
- Lazar Berman
- Wolgang Rihm
- Salvatore Sciarrino
- Philip Jones

## Významní laureáti
- Klavír: Pavel Štěpán 1951, Zdeněk Hnát, Martin Kasík, Ivo Kahánek
- Varhany: Václav Rabas, Aleš Bárta, Martin Sander
- Housle: Jindřich Pazdera, Ivan Štraus, Bohuslav Matoušek, Čeněk Pavlík, Ivan Ženatý, Olga Šroubková
- Violoncello: Mstislav Rostropovič, Daniel Šafran, Natalia Gutman, Michal Kaňka, Michaela Fukačová, Tomáš Jamník, Victor-Julien Laferriѐre
- Trubka: Vladimír Rejlek
- Lesní roh: Radek Baborák
- Fagot: Luboš Hucek, Václav Vonášek
- Hoboj: Liběna Séquardtová
- Zpěv: Dagmar Pecková, Štefan Margita